# Russische Beachhandball-Nationalmannschaft der Frauen
Die russische Beachhandball-Nationalmannschaft der Frauen repräsentiert den Russischen Handballverband als Auswahlmannschaft auf internationaler Ebene bei Länderspielen im Beachhandball gegen Mannschaften anderer nationaler Verbände. Den Kader nominiert der Nationaltrainer.
Als Unterbau fungieren die Nationalmannschaft der Juniorinnen. Das männliche Pendant ist die Russische Beachhandball-Nationalmannschaft der Männer.

## Geschichte
Die russische Frauen-Nationalmannschaft im Beachhandball gehört zu den erfolgreichsten Mannschaften im ersten Jahrzehnt der internationalen Meisterschaften. Bei den ersten Europameisterschaften 2000 gewann die Mannschaft die Bronzemedaille, bei den beiden folgenden Meisterschaften gewannen die Russinnen den Titel. Auch bei den ersten Weltmeisterschaften im selben Jahr gewann Russland den Titel. 2006 erreichte Russland erneut das Finale der EM, wo der deutschen Mannschaft unterlegen wurde. Bei der WM 2006 gewann das Team Bronze. Nach einem vierten Rang und damit fünf erreichten Halbfinals in Folge zog der russische Verband seine Auswahlmannschaften wie auch mehrere andere Verbände einschließlich dem deutschen zurück.
2013 nahm Russland wieder an einer EM teil. Mittlerweile war die Dichte in der Spitze breiter geworden, Russland konnte zwar weiterhin gute, einstellige Platzierungen erreichen, kam aber nicht mehr über den fünften Rang hinaus.

### Europameisterschaften

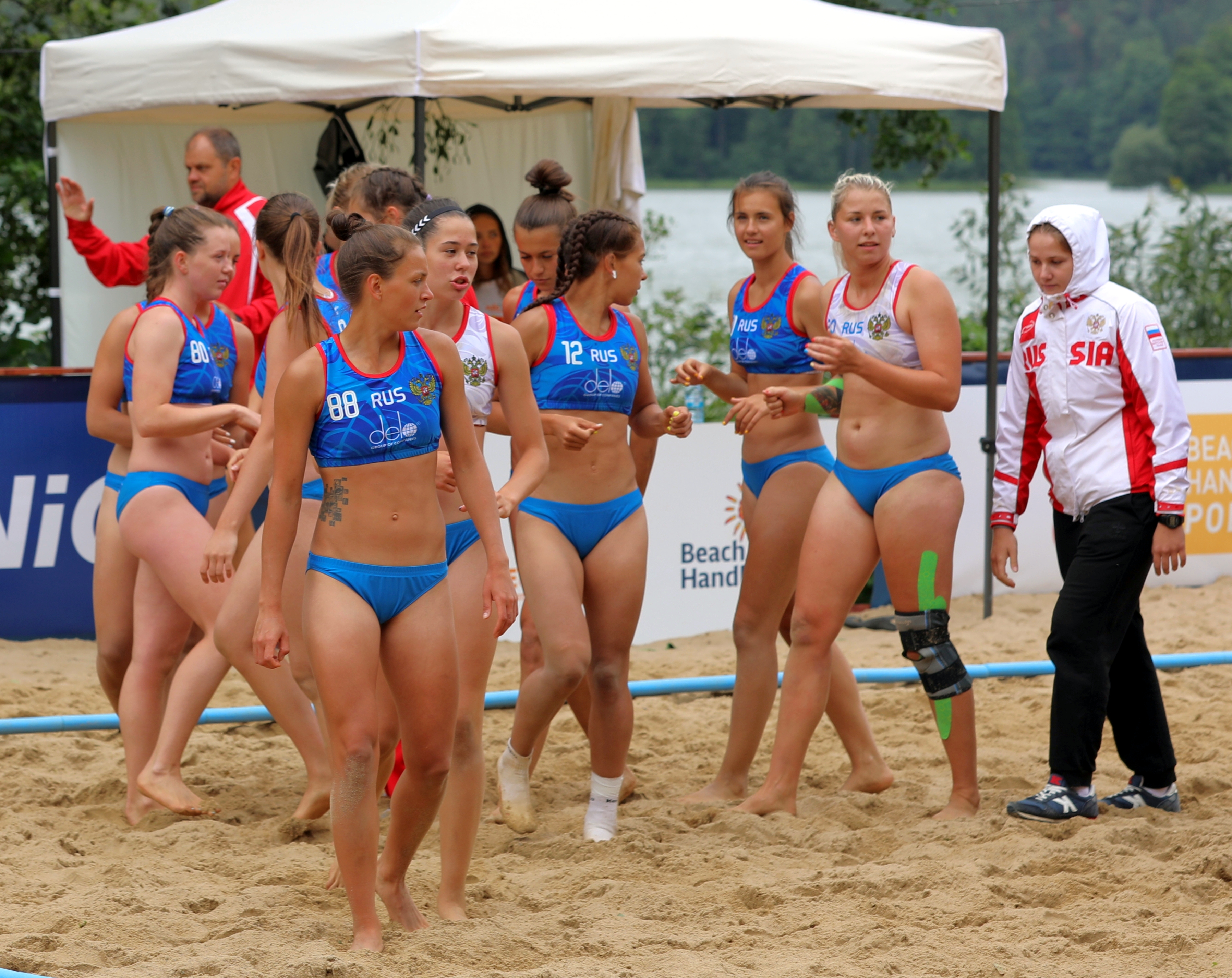
Die russische Mannschaft bei der EM 2019

## Trainer
| Cheftrainer/in - (2006)–2008: Sergei Belitsky - (2013): Wladimir Kijaschko - (2015)–2018: Witali Wolyntschenko - seit 2018: Anna Sidoritschewa | Co-Trainer/in - (2006)–2008: Wladimir Kijaschko - (2013): Sergey Shalabanov - (2015–2017): Evgeny Zotin - seit 2018: Andrei Garkawy |

## Teilnahmen
| - 2001: nicht eingeladen - 2005: 6. - 2009: keine Teilnahme - 2013: keine Teilnahme - 2017: nicht qualifiziert - 2019: nicht qualifiziert | - 2004: 1. - 2006: 3. - 2008: 5. - 2010: keine Teilnahme - 2012: keine Teilnahme - 2014: nicht qualifiziert - 2016: nicht qualifiziert - 2018: 7. - 2020: nicht qualifiziert | - 2000: 3. - 2002: 1. - 2004: 1. - 2006: 2. - 2007: 4. - 2009: keine Teilnahme - 2011: keine Teilnahme - 2013: 6. - 2015: 7. - 2017: 5. - 2019: 9. - 2021: 15. |

## Einzelbelege
1. ↑  Rewind: The 2000 EHF Beach Handball EURO. Abgerufen am 4. Juli 2021 (englisch).
2. ↑  Rewind: The 2002 Beach Handball EURO. Abgerufen am 4. Juli 2021 (englisch).
3. ↑  Rewind: The 2004 Beach Handball EURO. Abgerufen am 4. Juli 2021 (englisch).
4. ↑  Rewind: The 2006 Beach Handball EURO. Abgerufen am 4. Juli 2021 (englisch).
5. ↑  Rewind: The 2007 Beach Handball EURO. Abgerufen am 4. Juli 2021 (englisch).
6. ↑  Daten zum Teil ungefähre/geschätzte Werte
7. ↑  World Games 2005 - BEACH HANDBALL - HANDBALL123.COM. Abgerufen am 4. Juli 2021.
8. ↑  IHF | High interest in EHF Beach Handball EURO 2021 as 37 teams register. Abgerufen am 19. Juni 2021.